# Something Human
Singles de Muse
Thought Contagion
(2018) The Dark Side
(2018)
Something Human est le troisième extrait de Simulation Theory, huitième album du trio britannique Muse, après Dig Down et Thought Contagion. Il s'agit du 39e single de la discographie, paru le 19 juillet 2018.

## Histoire de la chanson
Something Human est le premier morceau composé par Matthew Bellamy après le Drones World Tour.
L'annonce de la sortie du morceau est faite en juin 2018 pour une sortie "en juillet". La date officielle de sortie est annoncée le 12 juillet lors de la séance de projection unique du live du Drones World Tour 2016. Le lendemain, Matthew Bellamy dévoile une version acoustique de 1 min 50 sur les réseaux sociaux.

## La chanson

### Thème
La chanson aborde le thème d'une intelligence artificielle robotique commençant à éprouver des sentiments. Le clip en revanche est une métaphore. La route symbolise le déroulement de la vie et les embûches rencontrées, les aléas de la vie. Le fait que le personnage interprété par Matthew Bellamy se transforme d'abord en loup-garou puis redevient humain au dernier moment illustre les actions que l'on doit opérer afin de garder le contrôle et "rester humain" et ainsi de devenir une bête.

### Sonorités
Le morceau mêle un air de synthétiseur, de batterie électrique et d’une guitare acoustique. Le rythme est relativement rapide et le chant positif et entraînant.
Le morceau figure en version acoustique en tant que titre bonus dans l’édition Deluxe de l’album.

## Autour du morceau
- Au début de la vidéo, on peut apercevoir un panneau sur le bord d’une route californienne sur lequel il est écrit CITY LIMIT POP 213.340.5057. Cela correspond au numéro de téléphone +1 (213) 340-5057, localisé à Los Angeles qu’il est possible d’appeler. Une voix féminine lit les paroles du morceau.
- Le nom de l'album contenant le single est dévoilé dans le clip, le nom étant écrit sur une cassette vidéo.

## L'univers visuel

### L'artwork
Le visuel du single a été réalisé par Patrick McPheron (Interiorstate), un graphiste californien.

### La vidéo

#### Description
La vidéo a été réalisée une fois de plus par Lance Drake.  Elle aborde de nombreuses références pop comme les arcades et les jeux vidéo, Micheal Jackson, Gorillaz ou encore la série actuelle Stranger Things. Elle se déroule tout d'abord sur une route californienne, dans un style très rétro-futuriste, ambiance déjà adoptée pour les deux premières vidéos de l'album. Elle met en scène Matthew Bellamy pilotant une voiture sportive lancée à vive allure. Il se donne pour objectif de rendre une cassette vidéo du nom de "Simulation Theory", (nom qui s’avérera être le titre du nouvel album). Se met en place par la suite une course poursuite avec une voiture de la police avec à son bord, Dominic Howard et Christopher Wolstenholme, les deux autres membres du groupe, dans la peau de deux agents de police. Les personnages évoluent dans un univers visiblement numérique, mêlant les images réelles et les images d'animation, occupant une grande place dans cette vidéo. La poursuite continue dans une monde entièrement virtuelle rappelant l’univers de Tron.
À la fin du court-métrage, le chanteur rend la cassette vidéo à la location de cassettes, Retrograde Vidéo, puis se retrouve transformé progressivement en loup-garou sous une pleine lune démesurée avant que les deux policiers ne réapparaissent dans une cabine téléphonique venant de nulle part, hommage à la série Docteur Who. Le fugitif reprend calmement la route après avoir disparu de cet univers parallèle.

## Formats
- 19 juillet 2018 : version numérique